# Crise de sucessão portuguesa de 1580
O desaparecimento do jovem rei de Portugal D. Sebastião na Batalha de Alcácer-Quibir levou a uma crise de sucessão já que D. Sebastião não teria deixado descendência pela sua tenra idade. Atendendo à proximidade de parentesco, coube a governação ao cardeal D. Henrique, aclamado Rei de Portugal a 28 de agosto de 1578.
A notícia da derrota de Alcácer-Quibir foi levada ao cardeal, então no Mosteiro de Alcobaça, pelo provincial da Companhia de Jesus e o Dr. Jorge Serrão. O cardeal, encarregado da regência do reino por proximidade de parentesco, convocou as Cortes de Lisboa de 1579 para estudar a situação decorrente da sua avançada idade e vínculo religioso. Não sendo casado e não tendo herdeiros, a sua regência seria meramente provisória. Mas mesmo assim ele foi coroado.

## Análise da situação
Pelas leis da época, sucederia ao Rei o seu parente mais próximo, na tentativa de preservar o Sangue Real na administração do Reino; em caso de parentes de igual proximidade, a preferência seria dada aos de sexo masculino. A verificar-se a concorrência de vários homens em igual grau de parentesco, seria preferido o mais velho.
Assim, os candidatos ao Trono de Portugal eram (pela ordem da linha da sucessão):
- O Cardeal-Rei D. Henrique I, filho de D. Manuel I;
- Rainúncio I Farnésio, Duque de Parma (neto de D. Duarte, filho mais novo de D. Manuel I, através da filha mais velha, D. Maria) e os seus irmãos mais novos;
- Catarina, Duquesa de Bragança (filha mais nova de D. Duarte) e seus filhos;
- Filipe II de Espanha (filho de D. Isabel, filha de D. Manuel I) e seus filhos, irmã e sobrinhos;
- Emanuel Felisberto de Saboia (filho de D. Beatriz, filha de D. Manuel I) e seus filhos;
- João I, Duque de Bragança (marido de D. Catarina, bisneto de D. Isabel, irmã de D. Manuel I) e seus filhos.

Havia ainda:
- D. António, afastado por ser tido como ilegítimo, se não o fosse estaria mesmo antes do cardeal D. Henrique na linha de sucessão.

Nesta situação, D. Filipe e o Duque de Sabóia poderiam ainda usufruir do direito de representação que os colocaria numa posição privilegiada (em quarto grau de parentesco), já que poderiam representar as pessoas de suas mães. Porém, de nada lhes valeria invocar o direito de macho (ou masculinidade), pois as suas mães também não o poderiam. Assim, competiam os três em igual grau de parentesco.
Pelo contrário, D. Catarina, invocando o mesmo direito de representação, seria Rainha de jure, já que era filha do Infante D. Duarte, filho de el-Rei D. Manuel I, que seria o sucessor indiscutível caso fosse vivo; pelo mesmo direito, representava as pessoas de duas irmãs e da sua filha.
De entre os pretendentes ao Trono, era o Cardeal D. Henrique o mais chegado a el-Rei por um grau, mas a sua idade (e a sua condição de religioso) não oferecia a segurança da descendência, pelo que a solução da crise seria meramente provisória. Assim, quando este falecesse, passaria o Trono a ser disputado por el-Rei D. Filipe, pelo Duque de Sabóia e pela Duquesa de Bragança, todos parentes em quinto grau.

## A morte do cardeal

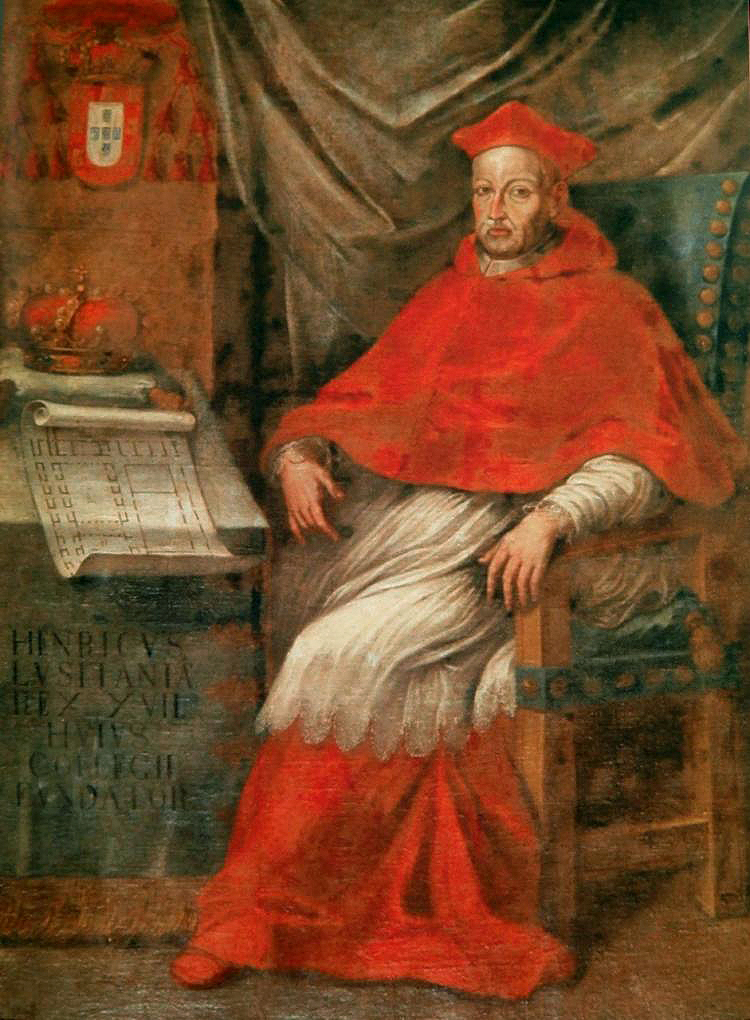
O cardeal-rei D. Henrique.

O Rei-Cardeal morreu em 1580, durante as Cortes de Almeirim, deixando uma Junta de cinco governadores: o arcebispo D. Jorge de Almeida, D. João Telo, D. Francisco de Sá Meneses, D. Diogo Lopes de Sousa e D. João de Mascarenhas. Deste grupo, só D. João Telo era contrário a Filipe II de Espanha. O cardeal já havia manifestado, entretanto, a sua intenção de nomear Filipe II como sucessor ao trono, mediante um acordo que traria benefícios ao reino.
Sabe-se que algumas figuras da nobreza eram favoráveis a D. Filipe: D. Jorge de Noronha, D. Diogo de Castro, o marquês de Vila Real, Rui Lourenço de Távora, D. Manuel de Meneses entre outros. Também no Clero Filipe II contava com grandes nomes: o bispo de Leiria, D. António Pinheiro, o bispo de Viseu, o provincial dos Dominicanos, Fr. António de Sousa. Pensa-se que muitas destas figuras tenham sido subornadas de alguma forma pelo rei castelhano, que sabia dos temores dos mais ricos em perder a posição privilegiada na corte.

## A aclamação popular do Prior do Crato
Durante a preparação defensiva do castelo de Santarém contra uma eventual ofensiva castelhana, o povo aclamou D. António como Rei de Portugal. Este, surpreendido, precavia-se contra a revolta da nobreza e do clero, pedindo para limitarem a aclamação a apenas Regedor e defensor do Reino. A situação era melindrosa, já que D. António se antecipava à decisão dos governadores nomeados pelo cardeal D. Henrique que tinham por missão designar, de entre os vários netos de D. Manuel I, o herdeiro legítimo da coroa.

“Que o cardeal-rei dom Henrique
Fique no Inferno muito anos
Por ter deixado em testamento
Portugal, aos Castelhanos”

— Quadra popular
A 24 de julho seria coroado e governaria no continente durante cerca de vinte dias, até ter sido derrotado na Batalha de Alcântara pelos exércitos espanhóis comandados pelo Duque de Alba. D. António passaria a governar o país a partir da Ilha Terceira, nos Açores, até ser exilado para França, também inimiga de Espanha, após perder a batalha naval de Vila Franca, travada ao largo da ilha de São Miguel, nos Açores, a 26 de Julho de 1582.

## O início da Dinastia Filipina
Começava, assim, a dinastia filipina, com Filipe II de Espanha, I de Portugal. D. António iria bater-se até aos últimos dias da sua vida pela tomada do trono de Portugal contando, inclusive, com o apoio da rainha Isabel I que se tinha também tornado, entretanto, inimiga de Espanha.
Os ingleses tinham grande interesse no arquipélago açoriano, que assegurava o domínio do Atlântico Norte. D. António oferecia-se como aliado da Inglaterra na guerra contra a Casa de Áustria e concedia favores também no Brasil. Já antes o tinha feito, oferecendo-se à casa real francesa - liderada, então, pela Rainha-Mãe Catarina de Médici - para ceder o Brasil àquela nação, em troca de auxílio no combate ao Rei Espanhol - quer em Portugal, quer com um ataque simultâneo por parte dos franceses à região nordeste da Península. Instituída a guerra anglo-espanhola, seria concebida a épica Invencível Armada para subjugar a Inglaterra ao domínio espanhol dos mares. A armada espanhola seria derrotada, no entanto, com consequências graves para os mercadores e frota portuguesas.
Ainda com o auxílio da Inglaterra, viria D. António uma vez mais a Portugal, desta vez para tomar a cidade de Lisboa. A peste que se abateu sobre a armada inglesa, liderada por Francis Drake, estragava-lhe os planos, deixando o ataque à cidade desproporcionado, já que Lisboa tinha sido bem guarnecida pelos espanhóis e o povo, que entretanto se levantara a seu favor, assistiu impávido e amedrontado ao insucesso do Prior do Crato.
D. António morreria em 1595, cessando assim qualquer hipótese de prolongar a dinastia de Avis. Só 60 anos depois a independência seria restaurada por D. João, duque de Bragança, aclamado D. João IV, Rei de Portugal.